# Хиполит от Тива
Хиполит от Тива (на старогръцки: Ἰππόλυτος ὁ Θηϐαῖος; на латински: Hippolytus) е византийски историк и хронист от 8 век.
Той пише Хроника главно за хронологията на Новия Завет. Той съобщава, че Дева Мария живее след смъртта на нейния син Исус Христос до 41 г. 
Неговото произведение е публикувано в Patrologia Graeca (PG 117) на Жак Пол Мин.